# Бохолт
 Тази статия е за града в Германия.  За селището в Белгия вижте Бохолт (Белгия).  
Бохолт (на немски: Bocholt) е град в провинция Северен Рейн-Вестфалия, западна Германия. Населението му е 71 036 души (по приблизителна оценка от декември 2017 г.).
Разположен е на 25 m надморска височина в Средноевропейската равнина, на границата с Нидерландия и на 44 km северно от Дуйсбург. Първите писмени сведения за селището са от 779 година, когато близо до него франкският крал Карл Велики побеждава саксите, а през 1222 година то получава градски привилегии. В началото на XIX век е столица на княжеството Салм.

## Известни личности
Родени в Бохолт
- Карло Любек (р. 1976), актьор

Починали в Бохолт
- Вили Хеекс (1922 – 1996), автомобилен състезател